# Chameleon (album)
Chameleon je páté studiové album německé speed/powermetalové kapely Helloween.
Na albu se oproti předchozí nahrávce Pink Bubbles Go Ape objevil ještě větší odklon od původního žánru směrem k víceméně klasickému rocku a místy až popu, což následně vedlo k odchodu zpěváka Michaela Kiskeho. Zhoršující se stav bubeníka Inga Schwichtenberga závislého na drogách a alkoholu znamenal rovněž jeho odchod ze skupiny.
Deska byla nahrána v roce 1992 ve studiu Chateau de Paup v Hamburku a zmixováno ve stejném roce Scream Studios v Los Angeles

## Seznam skladeb
1. First Time (Weikath) – 5:30
2. When The Sinner (Kiske) – 6:54
3. I Don't Wanna Cry No More (Grapow) – 5:11
4. Crazy Cat (Grapow) – 3:29
5. Giants (Weikath) – 6:40
6. Windmill (Weikath) – 5:06
7. Revolution Now (Weikath) – 8:04
8. In The Night (Kiske) – 5:38
9. Music (Grapow) – 7:00
10. Step Out of Hell (Grapow) – 4:25
11. I Believe (Kiske) – 9:12
12. Longing (Kiske) – 4:15

## Rozšířené vydání s bonusy
1. I Don't Care You Don't Care (Weikath) – 4:01
2. Oriental Journey (Grapow) – 5:43
3. Cut in the Middle (Grosskopf) – 3:57
4. Introduction (Weikath) – 3:52
5. Get Me out of Here (Weikath) – 2:50
6. Red Socks and the Smell of Trees – 10:48
7. Ain't Got Nothing Better (Grosskopf) – 4:41
8. Windmill (demo) (Weikath) – 5:28

## Sestava
- Michael Kiske (zpěv)
- Michael Weikath (kytara)
- Roland Grapow (kytara)
- Markus Großkopf (baskytara)
- Ingo Schwichtenberg (bicí)

Hosté
- Axel Bergstedt Dirigent, Varhany ("I believe")
- Pěvecký sbor "Johann Sebastian Bach" Hamburg ("I believe")
- Stefan Pintev - Housle